# Hungerstrejken i Nordirland 1981

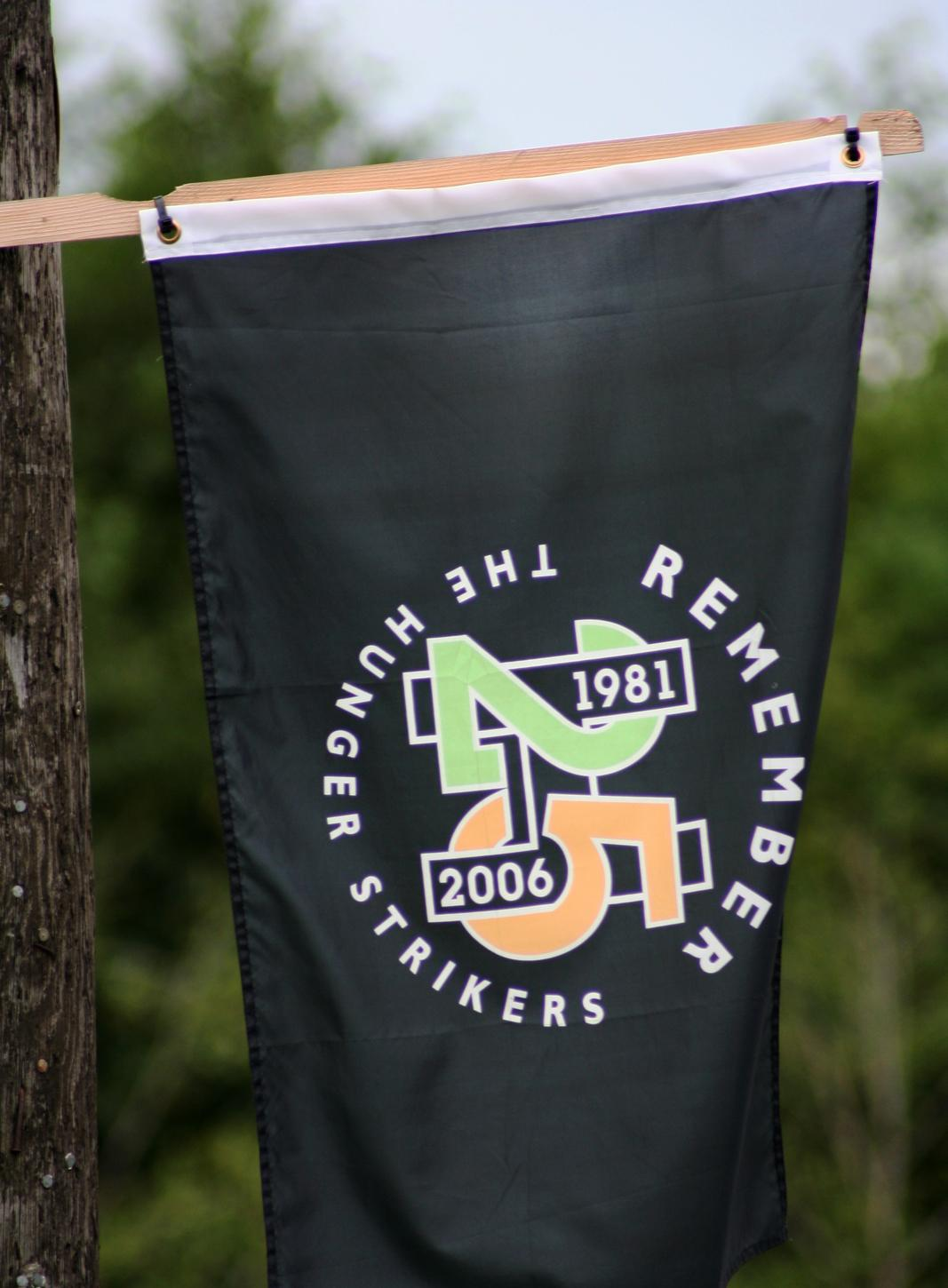
En flagga till minnet av 25-årsdagen av hungerstrejken.

Hungerstrejken i Nordirland 1981 var kulmen på en fem år lång protest av irländska republikanska fångar under konflikten i Nordirland. Protesten började som "lakanprotesten" 1976, när Storbritanniens regering slutade ge paramilitära fångar särskild status som krigsfångar eller politiska fångar, vilket de hade erhållit genom provisoriska IRA:s förhandlingar med brittiska regeringen 1972. Protesten eskalerade under 1978 till vad som skulle kallas smutsiga protesten, då fångarna vägrade att duscha och täckte väggarna i cellerna med exkrementer. 1980 ägde den första hungerstrejken rum, med sju deltagare, vilken varade i 53 dagar.
Den andra hungerstrejken ägde rum 1981 och var en kraftmätning mellan fångarna och den brittiska premiärministern, Margaret Thatcher. En av hungerstrejkarna, Bobby Sands, valdes under strejken till parlamentsledamot, som en följd av medial bevakning världen över. I slutet av strejken hade tio fångar, inklusive Sands, svultit sig själva till döds. 100 000 människor deltog på Sands begravning. Hungerstrejken radikaliserade den irländska nationaliströrelsen och var den starkaste anledningen till att Sinn Féin kunde bli ett politiskt parti med en bred väljarbas bland den nordirländska befolkningen.

## Bakgrund
Hungerstrejker från irländska republikaners sida hade förekommit sedan 1917, och tolv män hade tidigare dött under andra hungerstrejker, inklusive Thomas Ashe, Terence MacSwiney, Seán McCaughey, Michael Gaughan och Frank Stagg. Efter införandet av interneringsläger 1971 drevs prison Long Kesh—senare omdöpt till HM Maze prison—som ett krigsfångsläger. Fångarna bodde i sovsalar och disciplinerade sig själva med militärliknande kommandostrukturer, militärövningar med låtsasvapen av trä och höll föreläsningar om gerillakrigföring och revolutionär politik. Fångar som blivit fällda nekades samma rättigheter som lägerfångarna fram till juli 1972, då en hungerstrejk av 40 IRA-fångar ledda av veteranen Billy McKee, ledde till att man införde "Special Category Status", det vill säga politisk fånge-status. Detta innebar att fångarna behandlades som krigsfångar och behövde bland annat inte bära fängelseuniformen eller utföra något fängelsearbete. 1976 avslutade, som ett led i "kriminaliseringspolitiken", den brittiska regeringen den speciella fångstatusen för paramilitära fångar i Nordirland. Politiken användes inte på redan existerande fångar, men för de som fälldes efter den 1 mars 1976. Avslutandet av den speciella fångstatusen var ett allvarligt hot mot auktoriteten som de paramilitära ledarna inuti fängelset hade kunnat utöva över sina egna män. Dessutom var det katastrofalt i propagandahänsyn.

## Första hungerstrejken
Den 14 september 1976 påbörjade den nyligen fällda fången Kieran Nugent lakanprotesten, i vilken IRA:s och Irish National Liberation Armys (INLA) fångar vägrade att bära fängelsets uniformer och antingen gick nakna eller tillverkade kläder av fängelsets lakan. Efter en rad attacker på fångar som tömde sina pottor i cellerna eskalerade konflikten till den smutsiga protesten, där fångar vägrade att duscha och täckte väggarna med exkrementer. Dessa protester syftade till att återupprätta den speciella politiska fångstatusen genom att få igenom sina "Fem Krav":
1. Rätten att inte bära fängelseuniform;
2. Rätten att inte utföra fängelsearbete;
3. Rätten att fritt umgås med andra fångar, och att organisera utbildnings- och fritidsaktiviteter;
4. Rätten till ett besök, ett brev och ett paket i veckan;
5. Fullständig återupprättelse av den frigivningstid som förlorats under protesten.[8]

Till en början drog inte protesten till sig särskilt mycket uppmärksamhet; till och med IRA betraktade den som en sidofråga i förhållande till sin väpnade kampanj. Den började uppmärksammas när Tomás Ó Fiaich, den katolske ärkebiskopen av Armagh, besökte fängelset och fördömde förhållandena där. 1979 kandiderade Bernadette Devlin, senare gift McAliskey, i valet till Europaparlamentet, med ett program som stödde de protesterande fångarna, och vann 5,9% av rösterna i Nordirland, trots att Sinn Féin hade manat till bojkott av valet. En kort tid efter detta grundades National H-Block/Armagh-kommittén, till stöd för de "Fem Kraven", med McAliskey som talesperson. Perioden före hungerstrejken var fylld av mord utförda av båda sidor i konflikten. IRA sköt och dödade en rad fängelsedirektörer, och lojalistiska paramilitärer sköt och dödade en rad aktivister i National H-Block/Armagh-kommittén, och sårade svårt McAliskey och hennes man i ett mordförsök.
Den 27 oktober 1980 påbörjade republikanska fångar en hungerstrejk i Maze-fängelset. En mängd fångar anmälde sig som frivilliga till strejken, men endast sju fångar utvaldes för att matcha antalet män som skrev under Utropandet av den irländska republiken under påskupproret 1916. Gruppen bestod av IRA-medlemmarna Brendan Hughes, Tommy McKearney, Raymond McCartney, Tom McFeeley, Sean McKenna, Leo Green, och INLA-medlemmen John Nixon. Efter några veckor anslöt sig tre fångar i Armaghs kvinnofängelse; bland dessa Mairéad Farrell. Därefter utbröt ännu en, kortlivad, hungerstrejk i Maze-fängelset. I ett nervkrig mellan IRA-ledningen och den brittiska regeringen, medan McKenna ständigt föll i och ut ur koma och svävade mellan liv och död, tycktes regeringen gå med på kärnan av de fem kraven i ett trettio sidor långt dokument med detaljer om ett föreslaget arrangemang. Medan dokumentet skickades till Belfast bestämde sig Hughes för att rädda McKennas liv och avslutade strejken efter 53 dagar, den 18 december.

## Andra hungerstrejken

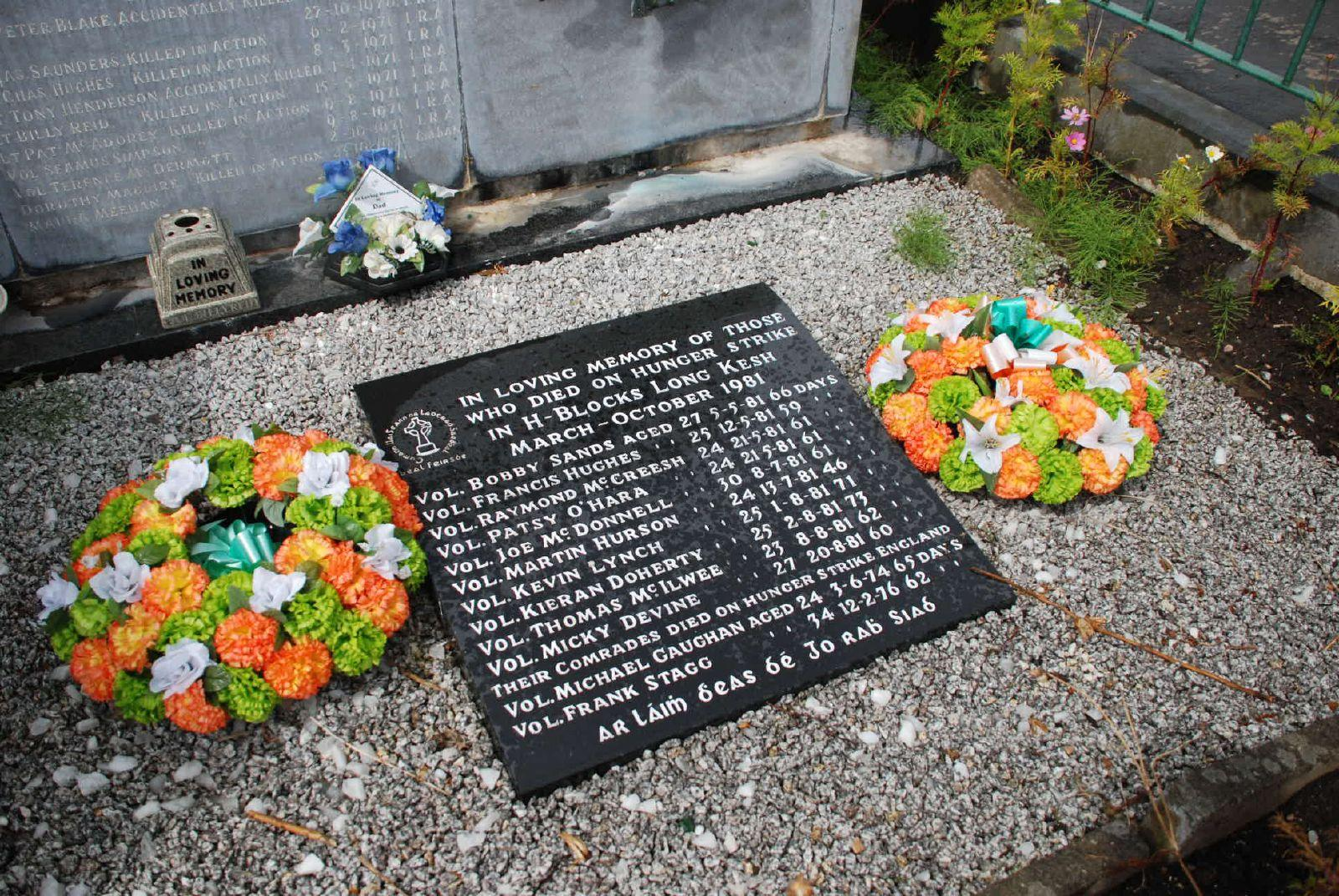
En minnessten till hungerstrejken. Här finns också Frank Stagg och Michael Gaughan som båda dog på 1970-talet efter Hungerstrejk. Belägen på Milltown Cemetery i Belfast.

I januari 1981 blev det uppenbart att fångarnas krav inte hade uppfyllts. Befälhavarna i fängelset började dela ut officiella civilkläder, men fångarna krävde att få bära sina egna kläder. Den 4 februari förklarade fångarna att den brittiska regeringen hade misslyckats med att lösa krisen och att de därför skulle "hungerstrejka ännu en gång". Den andra hungerstrejken inleddes den 1 mars, när Bobby Sands, IRA:s Officer Commanding (ungefär befälhavare) i fängelset, vägrade äta. Till skillnad från den första hungerstrejken anslöt sig de andra fångarna den här gången en i taget, något som de trodde skulle tilldra sig maximalt folkligt stöd och utöva maximal press på den brittiska premiärministern Margaret Thatcher.
Den republikanska rörelsen fick till en början kämpa för att tilldra sig allmänhetens uppmärksamhet och stöd för den andra hungerstrejken. Söndagen innan Sands påbörjade sin hungerstrejk hade 3 500 människor marscherat i demonstration genom västra Belfast; under den första hungerstrejken fyra månader tidigare hade antalet demonstranter varit 10 000. Efter fem dagar efter hungerstrejkens början dog emellertid Frank Maguire, en oberoende republikansk parlamentsledamot för valkretsen Fermanagh and South Tyrone, vilket resulterade i ett omval. Bland nationalister och republikaner debatterades det om vem som skulle ställa upp i valet. Austin Currie från Social Democratic and Labour Party anmälde sitt intresse, liksom Bernadette McAliskey och Maguires bror Noel. Efter en del förhandlingar, och även hot mot Noel Maguire, bestämde de sig för att inte splittra de nationalistiska rösterna genom att kandidera, utan Sands blev enda kandidat gentemot det unionistiska partiet Ulster Unionist Partys kandidat Harry West. Efter en intensiv valkampanj ägde valet rum den 9 april, och Sands valdes in i det brittiska underhuset med 30 492 röster mot Wests 29 046.

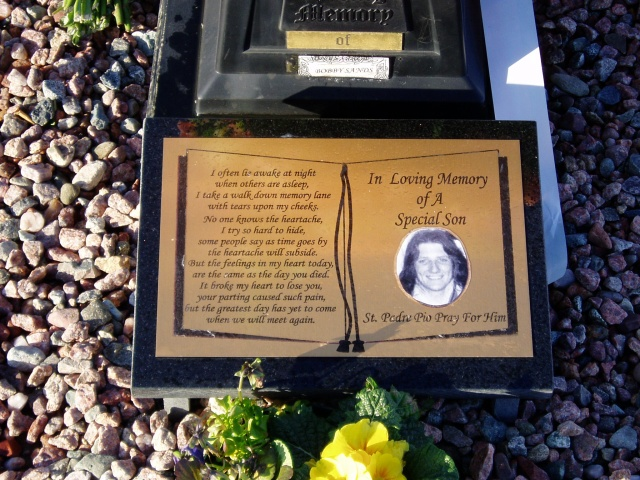
En minnessten till hungerstrejkaren Bobby Sands i Milltown Cemetery.

Valet av Sands väckte hopp om att en överenskommelse skulle kunna nås, men Margaret Thatcher vägrade att göra några eftergifter till hungerstrejkarna. Hon slog fast att "Vi är inte beredda att överväga speciell fångstatus åt vissa grupper av människor som avtjänar straff för kriminalitet. Brott är brott är brott, det är inte politiskt." ("We are not prepared to consider special category status for certain groups of people serving sentences for crime. Crime is crime is crime, it is not political".) Världens massmedia riktade ögonen mot Belfast och flera medlare besökte Sands i försök att förhandla fram ett slut på hungerstrejken, däribland Síle de Valera, barnbarn till Éamon de Valera, Johannes Paulus IIs personliga representant, och representanter för Europakommissionen för mänskliga rättigheter. Även när Sands var nära döden förblev regeringens hållning oförändrad. Nordirlands statssekreterare Humphrey Atkins förklarade att "Om Mr. Sands framhärdar i sin önskan att begå självmord så är det hans val. Regeringen kommer inte att påtvinga honom medicinsk vård." ("If Mr. Sands persisted in his wish to commit suicide, that was his choice. The Government would not force medical treatment upon him".)
Den 5 maj dog Sands i sjukhusfängelset, på den 66 dagen av sin hungerstrejk, vilket ledde till kravaller i de nationalistiska delarna av Nordirland. Humphrey Atkins förklarade offentligt att Sands hade begått självmord "på order av de som ansåg att deras sak tjänades av hans död." ("Under the instructions of those who felt it useful to their cause that he should die".) Över 100 000 människor deltog på hans begravning, vilken genomfördes med IRA:s kompletta hedersceremonier. Margaret Thatcher visade ingen ånger för hans död. Inför underhuset sade hon att "Mr. Sands var en dömd brottsling. Han valde att ta sitt eget liv. Det var ett val som hans organisation inte gav till särskilt många av dess offer." ("Mr. Sands was a convicted criminal. He chose to take his own life. It was a choice that his organisation did not allow to many of its victims".)
Under de efterföljande två veckorna efter Sands död, dog tre andra hungerstrejkare. Francis Hughes dog den 12 maj, vilket ledde till ytterligare kravaller i nationalistdelarna av Nordirland, i synnerhet Derry och Belfast. Efter Raymond McCreeshs och Patsy O’Haras död den 21 maj, kritiserade Tomás Ó Fiaich, vid den tiden "Primate of All Ireland" (ungefär "Hela Irlands biskop"), den brittiska regeringens hanterande av hungerstrejken. Trots detta vägrade Margaret Thatcher att förhandla sig fram till en överenskommelse. Hon sade under ett besök i Belfast i slutet av maj att "ställda inför misslyckandet av sin diskrediterade sak har våldets män under de senaste månaderna valt att spela vad som mycket väl kan vara deras sista kort." ("Faced with the failure of their discredited cause, the men of violence have chosen in recent months to play what may well be their last card".)
En rad protesterande fångar ställde upp i det irländska valet i juni 1981. Kieran Doherty och Paddy Agnew (som inte hungerstrejkade) valdes i respektive Cavan-Monaghan och Louth, och Joe McDonnell missade precis att bli vald i Sligo-Leitrim. Det hölls även lokala val i Nordirland runt den här tiden, och även om Sinn Féin inte ställde upp i dessa, så rönte mindre oberoende grupper framgångar, Irish Independence Party vann exempelvis 21 platser och Irish Republican Socialist Party (INLA:s politiska gren) och People's Democracy (en trotskistisk grupp) vann två platser vardera. Den brittiska regeringen genomdrev hastigt lagen Representation of the People Act 1981 för att förhindra en fånge att ställa upp i det andra omvalet i Fermanagh och South Tyrone, vilket ägde rum efter Sands död.

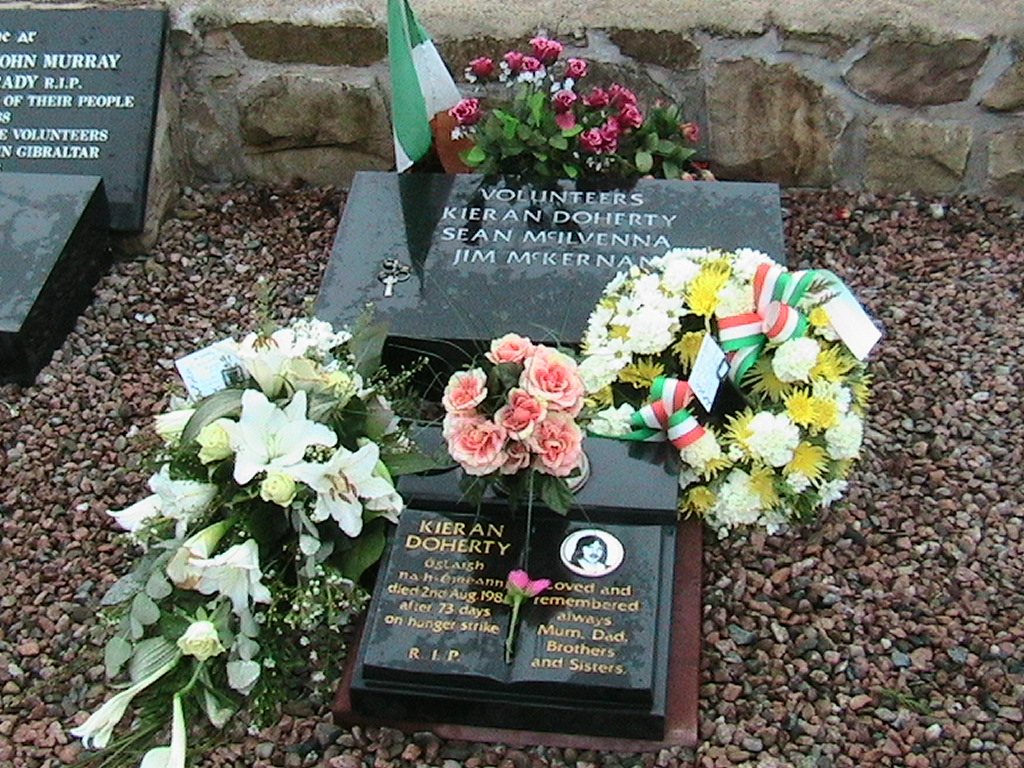
En minnessten till hungerstrejkaren Kieran Doherty i Milltown Cemetery.

Efter att Joe McDonnell och Martin Hurson dött, möttes familjerna till vissa av hungerstrejkarna den 28 juli tillsammans med den katolske prästen Denis Faul. Familjerna uttryckte sin oro över att ingen överenskommelse tycktes vara på gång, och man beslutade att söka upp Gerry Adams senare samma dag. Vid mötet pressade Faul Adams att hitta ett sätt att avsluta strejken på, och Adams gick med på att försöka få IRA-ledarna att beordra ett slut på hungerstrejken. Nästföljande dag höll Adams ett möte med sex av hungerstrejkarna för att skissa upp en föreslagen överenskommelse från brittiska regeringens sida, på villkor att strejken avslutades. Strejkarna avvisade förslaget eftersom de ansåg att acceptera någonting annat än de "Fem Kraven" skulle vara att förråda Bobby Sands och de andra avlidnas offer.
Den 31 juli påbörjades avslutningen av hungerstrejken, när Paddy Quinns mor insisterade på att läkarna skulle intervenera för att rädda hans liv. Dagen därpå dog Kevin Lynch, efterföljd av Kieran Doherty den 2 augusti, Thomas McElwee den 8 augusti och Michael Devine den 20 augusti. Samma dag som Devine dog vann Sands valagent Owen Carron omvalet i Fermanagh och South Tyrone, med fler röster men med en förminskad majoritet. Den 6 september intervenerade, som fjärde familj, Laurence McKeowns familj och begärde att medicinsk behandling skulle tillsättas för att rädda hans liv, och kardinalen Cahal Daly utfärdade ett uttalande som innehöll en uppmaning till fångarna att avsluta hungerstrejken. En vecka senare ersatte James Prior Humphrey Atkins som Nordirlands statssekreterare, och träffade fångarna i ett försök att avsluta strejken. Liam McCloskey avslutade sin strejk den 26 september sedan hans familj förklarat att de skulle begära medicinskt ingripande om han förlorade medvetandet. Det blev klart att de andra familjerna intog samma hållning. Hungerstrejken avbröts den 3 oktober 1981, och tre dagar senare gjorde Prior en del eftergifter till fångarna, bland annat rätten att bära sina egna kläder hela tiden.

### Deltagare som dog under hungerstrejken
Under sommaren dog tio hungerstrejkare. Nedan följer deras namn, paramilitär anknytning, dödsdatum och längd på hungerstrejk:
| Namn             | Paramilitär anknytning | Dödsdatum  | Längd på strejk | Anledning till fängelsestraff                       |
| ---------------- | ---------------------- | ---------- | --------------- | --------------------------------------------------- |
| Bobby Sands      | IRA                    | 5 maj      | 66 dagar        | Innehav av eldvapen                                 |
| Francis Hughes   | IRA                    | 12 maj     | 59 dagar        | Flera åtalspunkter, däribland mord på en soldat     |
| Raymond McCreesh | IRA                    | 21 maj     | 61 dagar        | Mordförsök, innehav av gevär, IRA-medlemskap        |
| Patsy O’Hara     | INLA                   | 21 maj     | 61 dagar        | Innehav av handgranat                               |
| Joe McDonnell    | IRA                    | 8 juli     | 61 dagar        | Innehav av eldvapen                                 |
| Martin Hurson    | IRA                    | 13 juli    | 46 dagar        | Mordförsök, inblandning i explosion, IRA-medlemskap |
| Kevin Lynch      | INLA                   | 1 augusti  | 71 dagar        | Stöld av hagelbössa, deltagande i hämndskjutning    |
| Kieran Doherty   | IRA                    | 2 augusti  | 73 dagar        | Innehav av eldvapen och sprängmedel, kidnappning    |
| Thomas McElwee   | IRA                    | 8 augusti  | 62 dagar        | Dråp                                                |
| Michael Devine   | INLA                   | 20 augusti | 60 dagar        | Stöld och innehav av eldvapen                       |

### Andra deltagare i hungerstrejken
Även om tio män dog under hungerstrejken började tretton andra också vägra att äta, men dessa trettons hungerstrejk avbröts, antingen av medicinska skäl eller efter att deras familjer hade ingripit. Många av dem lider fortfarande av sviterna efter hungerstrejken, bland annat nedsatt matsmältning och syn samt fysiska och psykiska funktionshinder.
| Namn               | Paramilitär anknytning | Slutade strejka | Längd på strejken | Anledning till att sluta strejka                                          |
| ------------------ | ---------------------- | --------------- | ----------------- | ------------------------------------------------------------------------- |
| Brendan McLaughlin | IRA                    | 26 maj          | 13 dagar          | Led av infekterat sår och inre blödningar                                 |
| Paddy Quinn        | IRA                    | 31 juli         | 47 dagar          | Familjen ingrep                                                           |
| Patrick McGeown    | IRA                    | 20 augusti      | 42 dagar          | Familjen ingrep                                                           |
| Matt Devlin        | IRA                    | 4 september     | 52 dagar          | Familjen ingrep                                                           |
| Laurence McKeown   | IRA                    | 6 september     | 70 dagar          | Familjen ingrep                                                           |
| Bernard Fox        | IRA                    | 24 september    | 32 dagar          | Försämrat medicinskt tillstånd                                            |
| Liam McCloskey     | INLA                   | 26 september    | 55 dagar          | Familjen skulle ha ingripit för att rädda hans liv om han blev medvetslös |
| Hugh Carville      | IRA                    | 3 oktober       | 34 dagar          | Hungerstrejken upphörde                                                   |
| James Devine       | IRA                    | 3 oktober       | 13 dagar          | Hungerstrejken upphörde                                                   |
| Gerard Hodgkins    | IRA                    | 3 oktober       | 20 dagar          | Hungerstrejken upphörde                                                   |
| Jackie McMullan    | IRA                    | 3 oktober       | 48 dagar          | Hungerstrejken upphörde                                                   |
| John Pickering     | IRA                    | 3 oktober       | 27 dagar          | Hungerstrejken upphörde                                                   |
| Patrick Sheehan    | IRA                    | 3 oktober       | 55 dagar          | Hungerstrejken upphörde                                                   |

## Konsekvenser
Hungerstrejken var en pyrrhusseger för Margaret Thatcher och den brittiska regeringen. Thatcher blev en republikansk hatfigur i Cromwelliska proportioner. Danny Morrision beskrev henne som "den största skitstövel vi någonsin sett till". ("The biggest bastard we have ever known".) Den brittiska regeringen möttes av internationella fördömanden, och de mellanstatliga relationerna Storbritannien och Irland emellan var spända. I likhet med interneringslägrena 1971 och den Blodiga söndagen 1972, sköt IRA:s värvningsantal i höjden vilket resulterade i en våg av paramilitära aktioner. Ett uppsving av våld ägde rum i förhållande till de lugna åren i slutet av 1970-talet, med kaos i Nordirland och kravaller utanför brittiska ambassaden i Dublin. Säkerhetsstyrkor avfyrade 29 695 gummikulor 1981, med sju dödsfall som resultat, jämfört med ett 16 000 kulor och fyra dödsskjutningar under de nästföljande åtta åren. IRA fortsatte sin väpnade kamp under de sju månader som strejken ägde rum, dödade tretton poliser, åtta soldater, fem medlemmar av Ulsters försvarsregemente och fem civila. De sju månaderna var en av de blodigaste perioderna under hela konflikten i Nordirland med en sammanlagd dödssiffra på 61, varav 34 civila. Tre år senare försökte IRA hämnas på Thatcher genom att placera en bomb på hotellet där konservativa partiet höll en konferens, som dödade fem personer. Thatcher undkom själv med nöd och näppe döden.
Hungerstrejken fick Sinn Féin att närma sig den parlamentariska politiken. Sands framgång i valet i kombination med andra framgångar i Nordirländska lokalval och Dáil-val i Irland, födde idén om armalite och valboxstrategin. Gerry Adams anmärkte att "Hans [Sands] framgång avslöjade lögnen att hungerstrejkarna och i förlängningen IRA och hela den republikanska rörelsen, inte hade något folkligt stöd". ("His [Sands] victory exposed the lie that the hunger strikers—and by extension the IRA and the whole republican movement—had no popular support". Doherty och Agnews valframgångar fick politisk betydelse i Irland, då de omöjliggjorde för Charles Haugheys Fianna Fáil-regering att regera. 1982 vann Sinn Féin fem platser i valet till nordirländska parlamentet, och 1983 vann Gerry Adams en plats i Storbritanniens allmänna val. Till följd av den politiska grunden som lades under hungerstrejken fortsatte Sinn Féin att växa under de följande två årtiondena, och det är för närvarande det största nationalistiska partiet i Nordirland med sina 28 av 108 platser i Nordirlands parlament.
År 2005 ifrågasattes Gerry Adams roll av den forne fången Richard O'Rawe, som hade ansvar för relationerna till allmänheten inuti fängelset under strejken. O'Rawe hävdade i sin bok Blanketmen att Adams förlängde strejken eftersom den gynnade Sinn Féin och tillät Owen Carron att vinna Sands plats. Detta påstående förnekas dock av flera hungerstrejkare och Brendan McFarlane, som var högste ledare inuti fängelset under strejken.

## Åminnelser

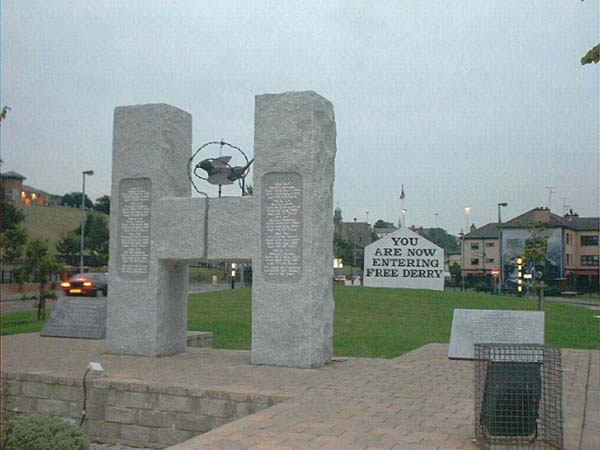
På torget Free Derry corner finns också ett minnes märke över hungerstrejken i Nordirland 1981 i Derry.

Det finns minnesmärken och monument till minne av hungerstrejkarna i städer och byar runtom hela Irland, däribland Belfast, Dublin, Derry, Crossmaglen och Camlough. Det hålls årliga minnesstunder i hela Irland för varje man som dog under hungerstrejken, och en årlig hungerstrejksdemonstration hålls i Belfast, vilken inkluderar ett minnestal om Bobby Sands. Flera städer och byar i Frankrike har döpt gator efter Bobby Sands, bland annat i Paris och Le Mans. Irans regering har också döpt en gata utanför brittiska ambassaden i Teheran efter Bobby» Sands, som förut kallades Winston Churchill Street.
Människorna i Hartford, Connecticut i USA dedicerade 1997 ett monument till Bobby Sands och de andra hungerstrejkarnas minne. Monumentet finns i en trafikrondell som kallas "Bobby Sandsrondellen", i slutet av Maple Avenue nära Goodwin Park. Den 20 mars 2001 öppnade Sinn Féins nationella ordförande Mitchel McLaughlin National Hunger Strike Commemoration Committee:s utställning på Europa Hotel i Belfast, som innehöll tre originalverk från Belfast-baserade konstnärer. En annan separat utställning påbörjades en månad senare i Derry. Två filmer har baserats på hungerstrejken, Some Mother's Son med Helen Mirren, och H3 som delvis skrevs av hungerstrejkaren Laurence McKeown.